# (72643) 2001 FJ40
(72643) 2001 FJ40 – planetoida z pasa głównego asteroid okrążająca Słońce w ciągu 5,28 lat w średniej odległości 3,03 j.a. Odkryta 18 marca 2001 roku.